# Emanuel Gomes de Oliveira
Emanuel Gomes de Oliveira SDB (* 9. Januar 1874 in Anchieta (Espírito Santo); † 12. Mai 1955) war ein brasilianischer Ordensgeistlicher und römisch-katholischer Erzbischof von Goiás.

## Leben
Nachdem er und sein Bruder Helvécio Gomes de Oliveira Waisen geworden waren, kamen sie in die Obhut ihres Onkels. Dieser schickte ihn zunächst auf das Jesuitenkolleg in der ITU nach São Paulo. Zusammen mit seinem Bruder besuchte er dann das College Santa Rosa in Niterói. Nachdem er in die Ordensgemeinschaft der Salesianer Don Boscos – wie wenig später auch sein Bruder – eingetreten war und seine theologischen und philosophischen Studien absolviert hatte, empfing er am 16. Juni 1901 – eine Woche nach seinem Bruder – die Priesterweihe.
Am 27. Oktober 1922 ernannte ihn Papst Benedikt XV. zum siebten Bischof von Goiás – sein jüngerer Bruder war vier Jahre zuvor Bischof geworden. Die Bischofsweihe spendete ihm der Apostolische Nuntius in Brasilien, Erzbischof Enrico Gasparri, am 15. April des folgenden Jahres. Mitkonsekratoren waren der Bischof von Belo Horizonte, Antônio dos Santos Cabral, und der Bischof von Espírito Santo, Benedito Paulo Alves de Souza. Als am 18. November 1932 das Bistum durch Papst Pius XI. zum Erzbistum erhoben wurde, wurde er gleichzeitig zu dessen Erzbischof ernannt. Insgesamt leitete und prägte er das Bistum über zweiunddreißig Jahre. Er gilt als großer Baumeister von Kirchen und Schulen – letztere vor allem in Goiânia. Er inspirierte außerdem die Gründung der Päpstlichen Katholischen Universität von Goiás.
Sein Leichnam wurde in der noch im Bau befindlichen Kathedrale von Goiânia bestattet.